# Marin-Bericht
Der Marin-Bericht, französisch rapport Marin, ist ein unter anderem von dem königlichen Notar Roch Étienne Marin unterschriebenes französisches Protokoll (procès-verbal) über morphologische Merkmale und die Sektion eines angeblich menschenfressenden Raubtiers. Außerdem enthält es Aussagen der Zeugen von Raubtierangriffen. Den Verfassern zufolge wurde es am 20. Juni 1767 geschrieben, ein Datum, das mit einer im Bericht protokollierten Zeugenaussage nicht vereinbar ist.
Am 19. Juni 1767 erschoss der Gastwirt Jean Chastel während einer vom Marquis d’Apcher im südfranzösischen Zentralmassiv organisierten Treibjagd an einem waldbestandenen Nordhang des Mont Mouchet ein männliches Raubtier, bei dem es sich Zeugenaussagen zufolge um die sogenannte Bestie des Gévaudan gehandelt haben soll, der seit 1764 etwa einhundert Menschen zum Opfer gefallen waren. Das Tier wurde in das nördlich der Gemeinde Saugues gelegene Schloss Besques des Marquis transportiert, wo es am Folgetag von den Chirurgen Court-Damien Boulanger und Antoine Boulanger (Vater und Sohn) und dem Mediziner Jean-Baptiste Aiguillon de Lamothe untersucht und seziert wurde.
Der dreiseitige Bericht über diese Ereignisse wurde von den drei Untersuchern sowie von Marin und einem Brigadier Desgrignard unterschrieben. Von dem etwa 2500 Wörter umfassenden Bericht existierten vier handschriftliche Exemplare, von denen nur eines erhalten ist, das die Historikerin Élise Seguin 1952 in den Archives nationales in Paris entdeckte. Der teilweise verblasste, schwer lesbare Text wurde unter anderem vom Geschichtsprofessor Jean-Marc Moriceau transkribiert.

## Inhalt des Berichts
Der Bericht lässt sich im Wesentlichen in drei Teile gliedern: (1) Jagd auf das Raubtier; (2) Beschreibung des erlegten Tieres; (3) Zeugenaussagen.

### Die Jagd

In La Besseyre-Saint-Mary erinnert ein Relief daran, dass Jean Chastel unweit dieses Ortes den im Marin-Bericht beschriebenen Wolf erschoss

Im ersten Teil ihres Berichts schreiben die Autoren, es sei gelungen, „eine wilde Bestie“ (« une Bête féroce ») zu erschießen, die seit mehreren Jahren in den Provinzen Auvergne und Gévaudan „schreckliche Zerstörungen“ (« ravages affreux ») angerichtet habe und auf die zahllose erfolglose Jagden durchgeführt worden seien. Dieses Tier sei in den Gemeinden Nozeyrolles und Desges erschienen und habe am 18. Juni ein Kind „verschlungen“ (« dévoré »). Der Marquis d’Apcher sei daraufhin am Abend desselben Tages gegen 23 Uhr mit zwölf Jägern aufgebrochen und habe Wälder im Bergland der Margeride „geschlagen“ (man schlug auf die Vegetation, um Tiere aufzuscheuchen). Am nächsten Morgen gegen Viertel nach zehn Uhr sei das gesuchte Tier im Wald von Ténezère aufgetaucht; es sei von Jean Chastel erschossen und ins Schloss Besques transportiert worden.

### Das Raubtier
Das Tier schien den Autoren „ein Wolf zu sein, aber ein außergewöhnlicher und hinsichtlich seiner Gestalt und seiner Proportionen recht verschieden von den Wölfen, die man in diesem Land kennt. Dies haben uns mehr als 300 Personen bestätigt, die aus den umliegenden Gegenden gekommen sind, um das Tier zu sehen“ (« … nous a paru être un loup, mais extraordinaire et bien différent par sa figure et ses proportions des loups que l’on voit dans ce pays. C’est ce que nous ont certifié plus de 300 personnes de tous les environs qui sont venues le voir »). Allerdings habe das Tier Jägern und Sachkundigen zufolge nur hinsichtlich Schwanz und Hinterleib Ähnlichkeit mit einem Wolf. „Sein Kopf ist monströs, wie man den folgenden Proportionen entnehmen kann; seine Augen haben eine einzigartige Membran, … mit der das Tier willkürlich den Augapfel bedecken kann“ (« Sa tête, comme on le verra par les proportions suivantes, est monstrueuse: ses yeux ont une membrane singulière … venant au gré de l’animal recouvrir le globe de l'œil »).
„Das sehr dichte, rötlich graue Fell am Hals ist von einigen schwarzen Bändern durchzogen. Auf der Brust hat das Tier einen herzförmigen, großen, weißen Fleck. Seine Pfoten haben vier Zehen, die mit großen Krallen bewaffnet sind, die sich viel weiter erstrecken als die von gewöhnlichen Wölfen. Sie haben, wie die Beine, die sehr groß sind, vor allem die Vorderbeine, die Farbe eines Rehs. Dies scheint uns eine bemerkenswerte Beobachtung zu sein, denn nach dem Urteil dieser Fachleute und aller Jäger wurden niemals Wölfe mit solchen Farben gesehen“ (« Son col est recouvert d’un poil très épais d’un gris roussâtre traversé de quelques bandes noires. Il a, sur le poitrail, une grande marque blanche en forme de cœur. Ses pattes ont quatre doigts armés de gros ongles qui s’étendent beaucoup plus que celles des loups ordinaires. Elles ont, ainsi que les jambes qui sont fort grosses, surtout celles du devant, la couleur de celles du chevreuil. Cela nous a paru une observation remarquable parce que, de l’avis de ce mêmes chasseurs personnes connaisseuses et de tous les chasseurs, on n’a jamais vu aux loups de pareilles couleurs »).
Die Untersucher maßen zahlreiche Körperteile des Raubtiers, auch seine Zähne, und „… entnahmen dem Magen einen Knochen, von dem sie sagten, er sei der Oberschenkelkopf eines Kindes mittleren Alters“ (« … ont tiré de l’estomac un os qu’ils ont dit être la tête du fémur d’un enfant de moyen âge »).

### Zeugenaussagen
Im Bericht werden Aussagen der Zeugen von Raubtierangriffen aufgeführt sowie von Personen, die auf das erlegte Tier geschossen oder gegen es gekämpft haben wollten. Zeugen werden meist mit Namen, Alter und Wohnort genannt, auch Angriffsszenarien werden umrissen. 28 namentlich genannte Personen gaben laut Marin-Bericht an, das Raubtier wiederzuerkennen. Im Kadaver gefundener Bleischrot sowie Narben an Beinen und Kopf wurden denjenigen Zeugen zugeordnet, die angaben, das Tier, zum Teil Jahre früher, durch Schüsse beziehungsweise einen Hieb mit einem Bajonett verletzt zu haben.

## Weitere Berichte über die Ereignisse
Außer den Autoren des Marin-Berichts hinterließen weitere Personen schriftliche Aufzeichnungen über die Ereignisse. Eine namentlich nicht bekannte Person aus dem Gefolge des Comte de la Tour d’Auvergne traf am Sonntag, dem 21. Juni, gegen Mittag in Schloss Besques ein und verfasste am 6. Juli einen Text, der von Marin „gelesen und bestätigt“ und nach behördlicher Freigabe gedruckt wurde (« Lu et approuvé, ce 25 juillet 1767. Marin »). In diesem Text wird unter anderem über die Ankunft der Zeugin Marie Reboul an diesem Sonntag berichtet; Marie war einige Monate zuvor durch einen Bestienangriff schwer verletzt worden. Ihr Erscheinen erregte Aufmerksamkeit, weil sie einen Schwächeanfall erlitt, als sie den (durch unsachgemäße Autopsieversuche zerfetzten) Kadaver erblickte. Dem Text zufolge wurden im Wolfsmagen Knochen eines Schafes und Eingeweide von Tieren gefunden – eine im Marin-Bericht fehlende Information.
Eine ebenfalls namentlich unbekannte Person, nach Bonet wahrscheinlich ein Mediziner (« un praticien »), beschrieb den ausgestopften Kadaver und ergänzte im Marin-Bericht nicht enthaltene Beobachtungen, etwa zur Rückenfärbung des Tieres und verwies – im Widerspruch zum Marin-Bericht – auf kurze, abgenutzte Zähne. Diesem Untersucher waren weder die im Marin-Bericht erwähnte „rötliche“ Fellfärbung aufgefallen noch ungewöhnlich große Vorderbeine noch außergewöhnlich große Krallen. Gibert, ein Angestellter des Marquis d’Apcher, berichtete Jahrzehnte später, er sei im August 1767 mit dem verwesenden Tierpräparat nach Paris geschickt worden, wo der renommierte Naturforscher Comte de Buffon das Präparat sorgfältig untersucht habe und zu dem Schluss gekommen sei, es sei „nur ein großer Wolf“ (« ce n’était qu’un gros loup »).